# تپه آقازاده ۲
تپه آقازاده ۲ مربوط به سده‌های میانه دوران‌های تاریخی پس از اسلام است و در شهرستان اسفراین، بخش بام وصفی آباد، دهستان بام، ۶ کیلومتری غرب روستای کلاته آقا واقع شده و این اثر در تاریخ ۷ اسفند ۱۳۸۶ با شمارهٔ ثبت ۲۱۳۰۹ به‌عنوان یکی از آثار ملی ایران به ثبت رسیده است.